# Politiezone AMOW
Politiezone AMOW (nummer 5408) is een Belgische politiezone. 
Het werkgebied van de PZ AMOW omvat de vier Vlaams-Brabantse gemeenten Asse, Merchtem, Opwijk en Wemmel die samen bijna 87.000 inwoners tellen. De centrale post is gevestigd in Asse. De korpschef is hoofdcommissaris Kurt Tirez.
De zone ligt binnen het gerechtelijk arrondissement Brussel. Met Asse, Merchtem en Opwijk grenst de zone aan Oost-Vlaanderen. Asse en Wemmel grenzen aan het Brussels Hoofdstedelijk Gewest. De politiezone werkt nauw samen met de naburige Politiezone TARL en de politiezone Dilbeek onder het Politieassociatie Centrum (PACE). 